# Хохловське сільське поселення (Ялуторовський район)
Хохло́вське сільське поселення (рос. Хохловское сельское поселение) — муніципальне утворення у складі Ялуторовського району Тюменської області, Росія.
Адміністративний центр — село Хохлово.

## Населення
Населення — 998 осіб (2020; 996 у 2018, 1091 у 2010, 1148 у 2002).

## Склад
До складу поселення входять такі населені пункти:
| Населений пункт        | Населення, осіб (2002) | Населення, осіб (2010) |
| ---------------------- | ---------------------- | ---------------------- |
| Криволукська, присілок | 443                    | 432                    |
| Хохлово, село          | 705                    | 659                    |